# Абрикосова олія
Абрикосова олія — вичавлена з ядер абрикосу (Prunus Armeniaca) рослинна олія. Вміст олії в ядрах становить 40-50%. Олія схожа на мигдалеву олію і персикову олію, яка отримується таким же чином з ядра відповідних плодів. Абрикосова та мигдалева олія, використовуються так само в косметиці для пом'якшення шкіри.
Температура плавлення (застигання) 251-261°C, густина при 288К — 915-921 кг/м3, температура деструкції(руйнування) 513-523К, молекулярна маса 850-940. За показником індексу антифракційності переважає ріпакову, кукурудзяну, арахісову, соняшникову, оливкову, вишневу, рицинову, сливову, виноградну та томатну.
Абрикосову олію використовують для поліпшення стану волосся голови. Макуха використовуватися окремо — для вилучення ефірної олії, яка містить амігдалин — безбарвний кристалічний глюкозид. 
Олія, головним чином, складається з олеїнової кислоти і лінолевої кислоти, обидві з яких є ненасиченими жирами.